# 독일 공군
독일 공군(독일어: Luftwaffe 루프트바페[*])은 독일의 영공 방어를 책임지는 독일 연방방위군의 일부이다.
원거리 이동에 탁월한 능력을 보유한 독일 공군은 3개 대공미사일방어 포대에서 확대된 영공방어 임무를 수행하고 3개 수송연대에서 전략수송 및 재난 구조 활동(SAR/CSAR)을 벌이고 있다. 작전사는 예하 사단을 지휘하고 교육 및 훈련, 기동 훈련을 실시하며 파병활동을 준비한다. 공군청은 공군 교육사령부 및 공군 군수사령부를 지휘한다.

## 병력/장비
62,700명의 병력과 700여대의 항공기로 구성되어 있다.
- 유로파이터 타이푼
- F-4 팬텀
- F-5E
- RQ-4B 글로벌 호크 Block 30
- 에어버스 A310
- A310-304 공중 급유기
- A310 MRTT
- 에어버스 A319-114CJ
- 에어버스 A340-300
- 에어버스 A400M 수송기/공중급유기
- UH-1D 다목적 헬리콥터
- 챌린저 600 CL-601 수송기
- 유로호크 무인 항공기 (개발 중단)
- RQ-4B Block 20
- 봄바르디어 글로벌 익스프레스 5000 수송기
- T-37B
- 쿠거
- AS 532U-2 수송 헬리콥터
- G-120 훈련기
- CSAR NH90 TTH
- T-38 탤론
- 파나비아 토네이도 ECR 전폭기
- C-160D
- MIM-104 Patriot2E (GEM-T) 지대공 미사일
- MIM-104 Patriot3 (GEM-T) 지대공 미사일

| 항공기                 | 제작                      | 종류                  | 버전                              |
| ---------------------- | ------------------------- | --------------------- | --------------------------------- |
| 에어버스 A310          | 유럽 연합                 | 수송 공중급유         | A310-304A310 MRTT                 |
| 에어버스 A319CJ        | 유럽 연합                 | 주요 요인 수송        | 에어버스 A319-114CJ               |
| 에어버스 A340          | 유럽 연합                 | 주요 요인 수송        | 에어버스 A340-300                 |
| 에어버스 A400M         | 유럽 연합                 | 수송기/공중급유기     | 에어버스 A400M                    |
| UH-1                   | 미국                      | 다용도 헬리콥터       | UH-1D                             |
| 챌린저 600             | 캐나다                    | 주요 요인 수송        | CL-601                            |
| 유로호크               | 미국 독일                 | 정찰기                | RQ-4B Block 20                    |
| 글로벌 익스프레스 5000 | 캐나다                    | 주요 요인 수송        | 봄바르디어 글로벌 익스프레스 5000 |
| 세스나 T-37            | 미국                      | 훈련기                | T-37B                             |
| 유로콥터 쿠거          | 프랑스 독일               | 수송 헬리콥터         | AS 532U-2                         |
| 유로파이터 타이푼      | 독일 이탈리아 스페인 영국 | 전투기                | EF-2000                           |
| G-120                  | 독일                      | 훈련기                | G-120                             |
| F-4 팬텀               | 미국                      | 전투기                | F-4F                              |
| NHI NH90               | 유럽 연합                 | 수송기 + CSAR         | NH90 TTH                          |
| T-38 탤론              | 미국                      | 훈련기                | T-38                              |
| 파나비아 토네이도      | 독일 이탈리아 영국        | 전자전기공격기/정찰기 | 토네이도 ECR토네이도 IDS          |
| C-160                  | 프랑스 독일               | 전술 수송기           | C-160D                            |

## 사진

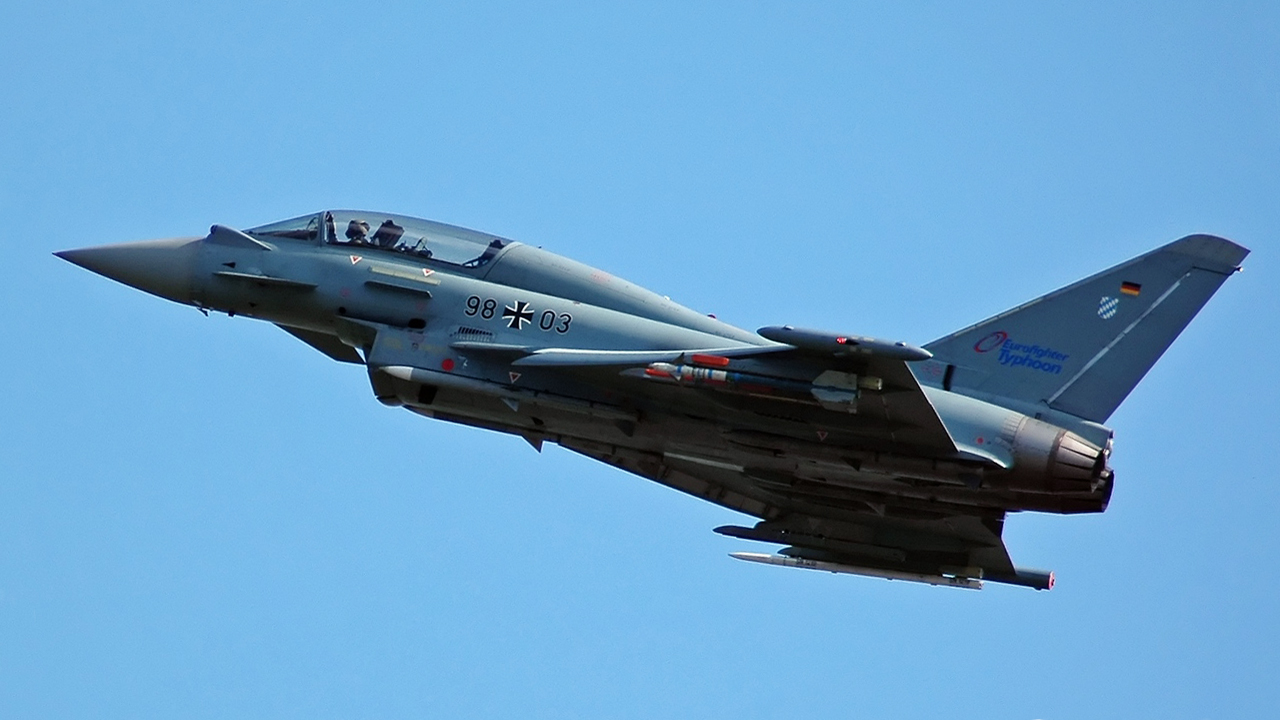
유로파이터 타이푼
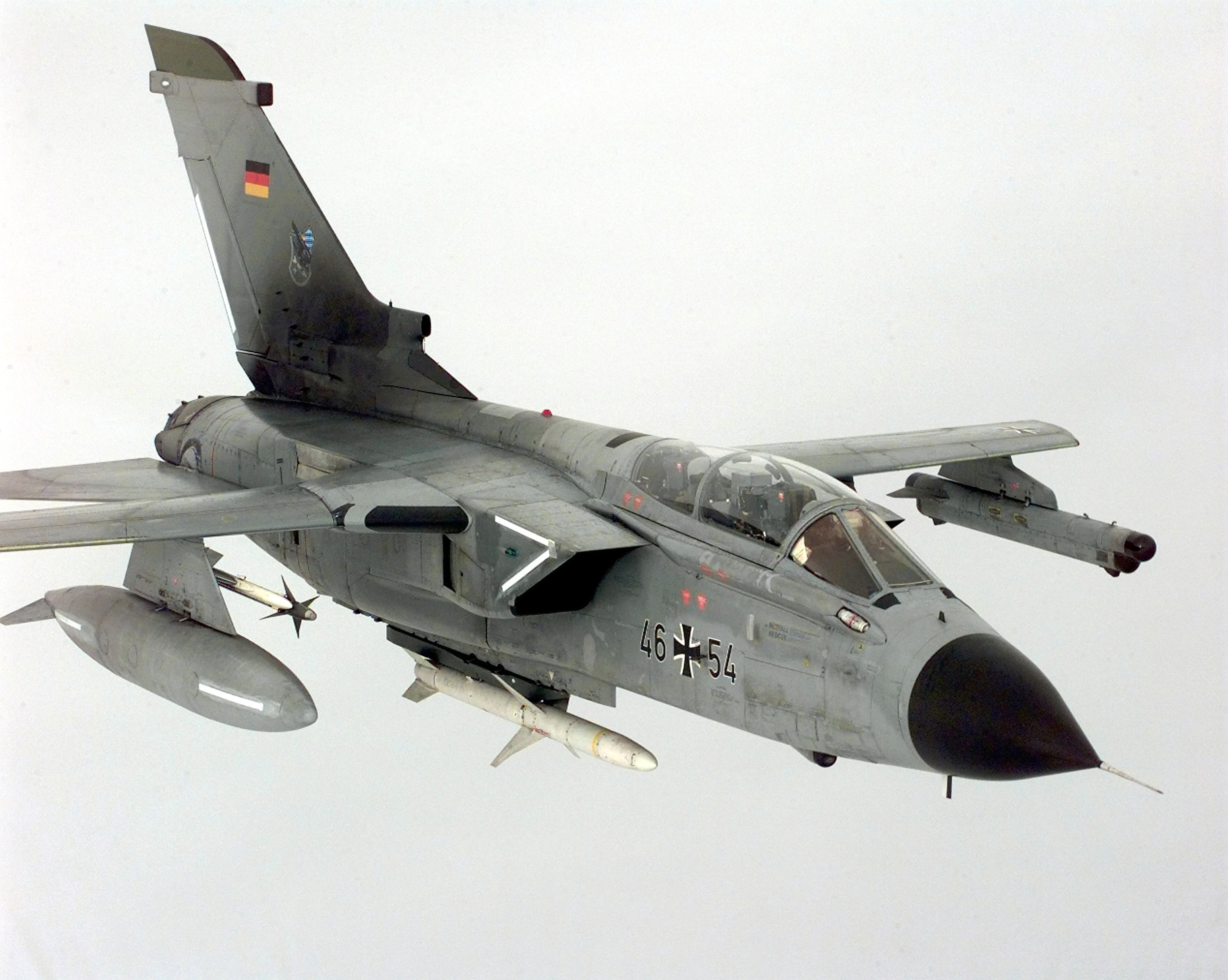
토네이도 ECR
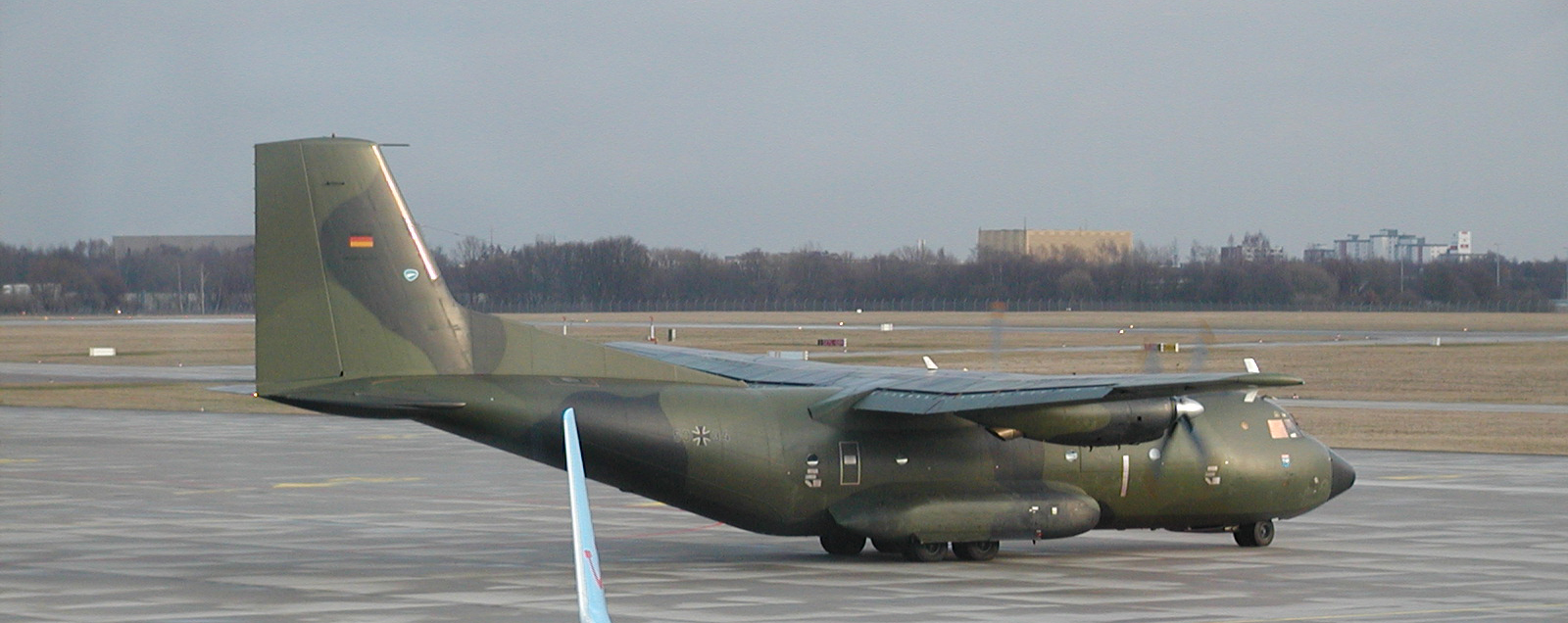
C-160
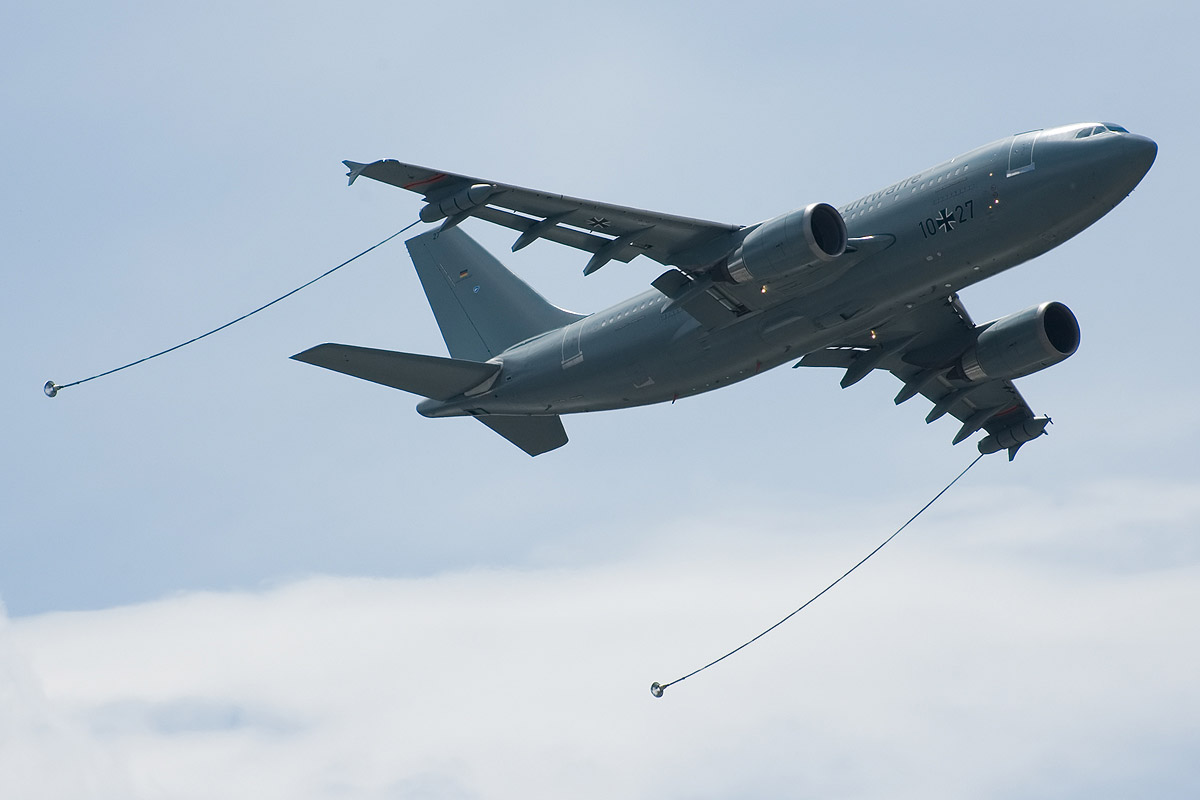
독일 공군의 A310 MRTT가 재급유를 준비하는 중
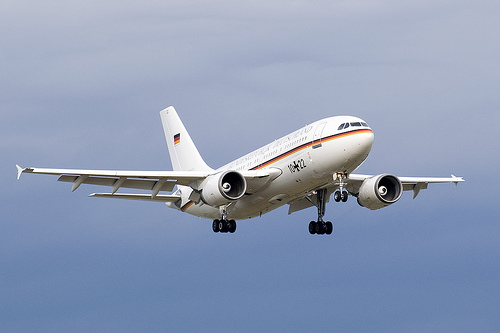
A310 주요 요인 수송기
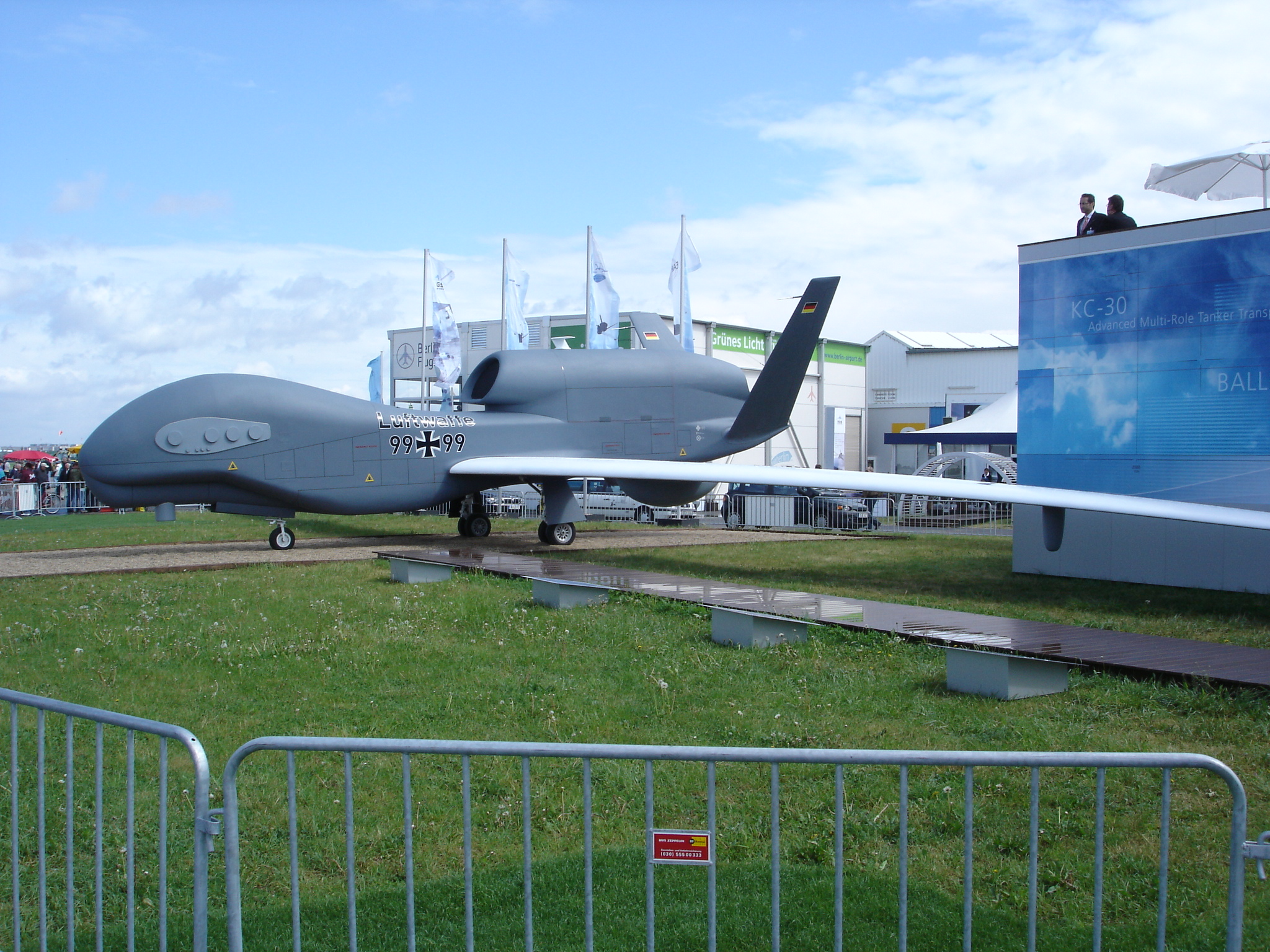
유로호크

## 같이 보기
- 독일 연방방위군
  - 독일 육군
  - 독일 해군
  - 독일 해병대
- 북대서양 조약 기구
- 독일 육군
- 독일 해군